# Lagoa do Styx
Lagoa do Styx (portugiesisch für „Styx-See“) ist ein unterirdischer Kratersee in der Höhle Furna do Enxofre in der Caldeira der portugiesischen Azoren-Insel Graciosa, die zum Kreis Santa Cruz da Graciosa gehört. Der See liegt unterhalb des Meeresspiegels und ist mit warmem, schwefelhaltigem Wasser gefüllt. Er ist 15 m tief und hat einen Durchmesser von etwa 120 m. Früher war der See mit 150 m Durchmesser etwas größer.